# Tomoderus uniformis
Tomoderus uniformis es una especie de coleóptero de la familia Anthicidae.

## Distribución geográfica
Habita en Victoria.